# Trondheimska stolnica
Trondheimska stolnica ali stolnica Nidaros (norveško Nidarosdomen / Nidaros domkirke) je stolnica Norveške v mestu Trondheim v okrožju Trøndelag. Zgrajena je nad grobiščem kralja Olafa II. (okoli 995–1030, vladal 1015–1028), ki je postal zavetnik naroda, in je tradicionalna lokacija za posvečenje novih norveških kraljev. Gradili so jo v 230-letnem obdobju, od leta 1070 do leta 1300, ko je bila v bistvu dokončana. Vendar pa so se dodatna dela, dodatki in prenove od takrat nadaljevali s prekinitvami, vključno z večjo rekonstrukcijo, ki se je začela leta 1869 in končala leta 2001.
Leta 1152 je bila cerkev imenovana za stolnico katoliške nadškofije Nidaros. Leta 1537, med protestantsko reformacijo, je postala del novoustanovljene državne cerkve Norveške. Je najsevernejša srednjeveška stolnica na svetu.
Stolnica je glavna cerkev za župnijo Nidaros og Vår Frue, sedež Nidaros domprosti (naddekanije) in sedež škofa škofije Nidaros. V tej cerkvi ima tudi sedež Norveška cerke. Cerkev sprejme okoli 1850 ljudi.

## Zgodovina
Stonica Nidaros je bila zgrajena leta 1070 v spomin na grobišče norveškega kralja Olafa II., ki je bil leta 1030 ubit v bitki pri Stiklestadu. Leto pozneje ga je Grimketel, škof iz Nidarosa, razglasil za svetnika Olafa (kanonizacijo je pozneje potrdil papež). Od ustanovitve leta 1152 do ukinitve leta 1537 v času reformacije je bila imenovana za stolnico katoliške nadškofije Nidaros.
Od reformacije je služila kot stolnica luteranskih škofov Trondheima (ali Nidarosa) v škofiji Nidaros. Arhitekturni slog je romanski in gotski. Zgodovinsko gledano je bila pomemben cilj za romarje, ki so prihajali iz vse severne Evrope.
Leta 1814 je ta cerkev služila kot volilna cerkev (norveško valgkirke). Skupaj z več kot 300 drugimi župnijskimi cerkvami po Norveški je bilo volišče za volitve v norveško ustavodajno skupščino leta 1814, ki je napisala norveško ustavo. To so bile prve državne volitve na Norveškem. Vsaka cerkvena župnija je bila volilno okrožje, ki je izvolilo ljudi, imenovane "elektorji", ki so se kasneje sestali v vsakem okrožju, da bi izvolili predstavnike za skupščino, ki naj bi se sestala v Eidsvollu kasneje istega leta.
Skupaj s cerkvijo Vår Frue je stolnica del župnije Nidaros og Vår Frue v dekaniji Nidaros v škofiji Nidaros.

## Gradnja in obnova
Delo na stolnici kot spomeniku sv. Olafu se je začelo leta 1070. Končano je bilo okoli leta 1300, skoraj 150 let po tem, ko je bila ustanovljena kot stolnica škofije. Močno so jo poškodovali požari leta 1327 in ponovno leta 1531. Ladja je bila uničena in ni bila obnovljena do obnove v zgodnjih 1900-ih.
Leta 1708 je cerkev pogorela v celoti, razen kamnitih zidov. Leta 1719 je vanj udarila strela, nato pa jo je ponovno opustošil požar. Večja obnova se je začela leta 1869, sprva jo je vodil arhitekt Heinrich Ernst Schirmer, skoraj dokončal pa jo je Christian Christie. Uradno je bila dokončana leta 2001. Vzdrževanje je stalen proces.
Najstarejše dele stolnice sestavlja osmerokotnik obkrožen z ambulatorijem. To je bilo mesto prvotnega velikega oltarja z relikvijarno skrinjico svetega Olafa in korom. Zasnovo osmerokota je morda navdihnila Canterburyjska stolnica, čeprav imajo osmerokotna svetišča dolgo zgodovino v krščanski arhitekturi. Podobno kor kaže angleški vpliv in zdi se, da je bil oblikovan po Angelskem koru stolnica v Lincolnu.
Oktogon je povezan s kamnitim zaslonom, ki zapolnjuje celotno vzhodno stran kora. Glavni lok tega zaslona je razdeljen na tri pomožne loke: osrednji lok uokvirja kip Kristusa Učitelja, ki stoji na vrhu osrednjega loka treh pomožnih lokov pod njim. V prostoru nad glavnim lokom, ki ustreza oboku kora, je razpelo norveškega kiparja Gustava Vigelanda, postavljeno med kipa Device Marije in apostola Janeza. Na južni strani ambulatorija je vzidan manjši vodnjak. Lahko bi spustili vedro, da bi črpali vodo iz izvira, ki izvira iz prvotnega grobišča sv. Olafa. (To je bilo pokrito z gradnjo kasnejših stolnic).
Sedanja stolnica ima dva glavna oltarja. Na vzhodnem koncu kora v oktogonu je oltar na mestu srednjeveškega velikega oltarja, za katerim je stala srebrna skrinjica z relikviarijem, ki vsebuje ostanke sv. Olafa. To srebrno pozlačeno skrinjico z relikviarijem je Kristjan II. pretopil za kovanje, posmrtni ostanki sv. Olafa pa so bili pokopani na neznani lokaciji pod cerkvijo. Edina znana ohranjena relikvija je stegnenica v srebrno pozlačenem relikviarijuu. V obliki podlakti ga je kraljica Josephine podarila katoliški stolnici sv. Olafa v Oslu. Prvotna skrinjica z relikviarijem je bila v obliki cerkve z zmajevimi glavami na zatrepih. Zmaji so podobni tistim, ki so vklesani na zatrepe norveških cerkva. Ohranjene srednjeveške skrinje z relikviariji na Norveškem pogosto nosijo tudi takšne zmajeve glave, na primer tista v leseni cerkvi Heddal. Bil je zavetnik cerkve in kraljestva. Sedanji oltar je bil zasnovan tako, da v marmorni skulpturi spominja na bistveno obliko te skrinjice z relikviarijem. Nadomešča prejšnji baročni oltar, ki je bil prenesen v cerkev Vår Frue.
Drugi oltar je v križišču, kjer transept seka ladjo in kor. Ima veliko sodobno srebrno razpelo. Naročili in plačali so ga norveško-ameriški izseljenci v začetku 20. stoletja, zasnovo pa je navdihnil spomin na podobno srebrno razpelo v srednjeveški cerkvi. Srednjeveški kapitelj se lahko uporablja tudi kot kapela za manjše skupine vernikov.
Vsi vitraži v stolnici izvirajo iz njene obnove v 19. in 20. stoletju. Okna na severni strani cerkve prikazujejo prizore iz Stare zaveze na modri podlagi, okna na južni strani cerkve pa prikazujejo prizore iz Nove zaveze na rdeči podlagi.

### Zahodna fasada
Zahodna fasada stolnice Nidaros (Nidarosdomens Vestfront), ki vključuje številne skulpture, je bil zadnji del, ki je bil obnovljen. Zahodno pročelje je glavno pročelje in eden najlepših in najbolj okrašenih delov cerkve. Obnova zahodne fronte je trajala od leta 1905 do 1983 in na njej je sodelovalo veliko kiparjev. Leta 1869 je bila ustanovljena delavnica za obnovo z namenom obnove stolnice, ki je leta 2019 praznovala 150-letnico.
Slika zahodne fasade iz leta 1661 kaže veliko poslabšanje, pri čemer so ostali samo spodnji deli. Iz srednjega veka se je ohranilo le pet kipov.
Največji cerkveni zvon na Norveškem visi v severnem stolpu zahodne fasade. Postavljen je bil leta 1964, tehta 2400 kg in ljudje pravijo, da ga je slišati v Melhusu, 30 km stran, ko piha pravi veter. Cerkev ima tri zvonove. 'Veliki zvon' je najstarejši in je bil ulit v Hoornu na Nizozemskem leta 1751.
Ta del cerkve je tudi najnovejša prvotna zgradba; nadškof Sigurd Eindrideson je položil temeljni kamen za zahodno pročelje leta 1248. Gradnja še ni bila končana, ko je bila cerkev leta 1328 požgana. Prvotni načrt za zahodno pročelje ni znan, lahko pa domnevamo, da ni bila nikoli zgrajena po prvotnih načrtih; razumno je domnevati, da je bil na zahodu načrtovan westwerk, podoben tistemu, ki se je uporabljal drugje. Fasade so bile pogosto pravokotne in so služile kot pokrov za prikrivanje preostalega dela cerkve. Angleške cerkve iz istega obdobja, med drugim Wellska stolnica in stolnica v Salisburyju, so imele podobna pročelja. Zahodno pročelje je imelo tri vhode in je obdano z dvema manjšima stolpoma na vsaki strani fasade.
Zahodno pročelje je bilo med najbolj propadajočimi deli cerkve leta 1869. Težavo pri obnovi je še poslabšalo dejstvo, da je bil del cerkve najbolj zapleten in najmanj dobro dokumentiran in ga je najtežje rekonstruirati. Začetno stanje je bilo tako slabo, da so mnogi strokovnjaki nasprotovali vsakršnemu poskusu obnove brez večje rekonstrukcije.
Dokumentacija o zahodni fasadi je omejena, saj je bila obnovljena po požaru leta 1328 in poznejših požarih. Najstarejša znana upodobitev zahodne fasade je grafika, ki jo je pripravil Jacob Mortensson Maschius (~1630–1678) iz leta 1661, ki prikazuje dve polni nadstropji in del tretjega nadstropja. Dokazi kažejo, da je bilo okno v tretjem nadstropju, podobno stolnici v Lincolnu. Tukaj je vstavljena rozeta z ukrivljeno konico v gotskem slogu.
Zaključili so, da mora biti sprednja stran zgrajena po ritmičnem proporcionalnem sistemu: »Sedeči kipi imajo enako višino kot prvi slikovni niz, globoke niše kot drugi slikovni niz in po višini od venčnega pasu pod kraljevskim podom do konice loka je enak dvakratni spodnji višini«. Osnovne dimenzije pravokotnih sprednjih stranic zaslona temeljijo na principu zlatega reza. Po tem principu sta postavljena oba stebra na vsaki strani rozete, enaka je lega vodoravnih razmejitev med drugo in tretjo ter med tretjo in četrto odprtino niše. Te črte so najbolj jasno vidne na stranskih stolpih.
Pravokotna osnovna črta predstavlja tudi osnovno črto enakostraničnega trikotnika z vrhom v zahodnem zatrepu, ki je bil dokončan leta 1963. Rozeta tvori krog v trikotniku. Krog v enakostraničnem trikotniku se pogosto obravnava kot simbol za "božje oko".

## Orgle
V stolnici so nameščene dvoje orgle. Glavne orgle je zgradilo podjetje Steinmeyer leta 1930 in so bile postavljene v severnem transeptu. Postavitev Steinmeyerjevih orgel je bila naročena leta 1930 ob 900. obletnici bitke pri Stiklestadu. Orgle so bile financirane večinoma z donacijami, zlasti Eliasa Antona Cappelen Smitha. Leta 1962 so bile orgle močno predelane in prestavljene v zahodno ladjo. Veliko postaj je bilo odstranjenih; nekaj jih je bilo uporabljenih za gradnjo novih kornih orgel. Te orgle so bile v celoti obnovljene leta 2014.
Stare baročne orgle, ki jih je v obdobju 1738–1740 zgradil znani nemški orgel Joachim Wagner (1690–1749), je med letoma 1993 in 1994 skrbno obnovil Jürgen Ahrend. So v galeriji v severnem transeptu.

## Turistična znamenitost
Danes je stolnica priljubljena turistična atrakcija. Je kraj opazovanja Olafovega bdenja (norveško Olavsvaka). Ta verski in kulturni festival je osredotočen na obletnico smrti svetega Olfva v bitki pri Stiklestadu. Turisti pogosto sledijo zgodovinski romarski poti (norveško Pilegrimsleden), da obiščejo stolnico za ta in druge dogodke.

## Domnevno načrtovanje bombardiranja
Stolnico poznajo tudi navdušenci nad norveškim black metalom, saj je predstavljena na naslovnici De Mysteriis Dom Sathanas, studijskega albuma skupine Mayhem iz leta 1994. Govorilo se je, da so člani skupine, ki so bili že povezani s požigi drugih krščanskih cerkva na Norveškem, nameravali uničiti stolnico v zvezi z izidom albuma. Ko je policija 19. avgusta 1993 aretirala nekdanjega basista skupine Mayhem Varga Vikernesa, je https://translate.google.si/?hl=sl&tab=wTna njegovem domu našla 150 kilogramov eksploziva.

## Galerija
- Od severovzhoda
- Z vzhoda
- S severovzhoda leta 2011
- Ponoči
- Detajl zahodne fasade
- Kipi na zahodni fasadit
- Oltar
- Orgle
- Strop
- Notranjost
- Notranjost
- Notranjost